# لازارو أوليفيرا
لازارو أوليفيرا (بالبرتغالية: Lázaro Oliveira) (27 أغسطس 1967 بأنغولا - ) هو مدرب كرة قدم ولاعب كرة قدم أنغولي في مركز الوسط، شارك في كأس الأمم الأفريقية 1998. وشارك مع منتخب أنغولا لكرة القدم. أما مع النوادي، فقد لعب مع إستريلا دا أمادورا وإشتوريل برايا ولوليتيانو ونادي بينفايل.

## وصلات خارجية
- لازارو أوليفيرا على موقع قاعدة بيانات كرة القدم.إي يو (الإنجليزية)
- لازارو أوليفيرا على موقع ناشيونال فوتبول تيمز (الإنجليزية)
- لازارو أوليفيرا على موقع Soccerway.com (الإنجليزية)
- لازارو أوليفيرا على موقع عالم كرة القدم.نت (الإنجليزية)